# Beechcraft Denali
Die Beechcraft Denali, ursprünglich als Cessna Denali bezeichnet, ist ein einmotoriges Turboprop-Mehrzweckflugzeug des US-amerikanischen Herstellers Textron Aviation.

## Geschichte
Textron startete das Projekt als Textron SETP (Single Engine Turboprop). Es ähnelt der Schweizer Pilatus PC-12 und ist analog zur PC-12 für sechs bis neun Passagiere und mit einer Frachttür ausgestattet. Es wurde der Öffentlichkeit 2016 an der Geschäftsflieger-Messe EBACE vorgestellt. Aufgrund von Problemen bei Tests des Catalyst-Triebwerks von GE Aviation fand der für 2019 geplante Erstflug am 23. November 2021 statt.
Die für 2023 geplante Zulassung wurde am 8. Mai 2023 erneut verschoben, dieses Mal auf 2025. Das in Italien hergestellte, mit 1300 shp Leistung versehene Catalyst-Triebwerk sorgt weiterhin für Probleme und wird nun auf keinen Fall vor 2024 zugelassen.

## Technische Daten
| Kenngröße                                   | Beechcraft Denali                                                                                     |
| ------------------------------------------- | --- |
| Besatzung                                   | 1 |
| Passagiere                                  | 7–10                                                                                                  |
| Länge                                       | 14,86 m                                                                                               |
| Spannweite                                  | 16,54 m                                                                                               |
| Höhe                                        | 4,62 m                                                                                                |
| Kabinengröße h; b; l                        | 1,47 m; 1,60 m; 5,11 m                                                                                |
| max. Reisegeschwindigkeit                   | 519 km/h                                                                                              |
| Dienstgipfelhöhe                            | 9449 m                                                                                                |
| Reichweite mit vollen Tanks und ohne Ladung | 2963 km                                                                                               |
| Triebwerke                                  | 1 × General Electric Catalyst mit 925 kW und fünfblättrigem, verstellbarem Verbundwerkstoff-Propeller |